# Fabio Mattei (dirigente)
Fabio Mattei (Roma, 1968) è un magistrato, giurista e funzionario italiano, dal 31 marzo 2025 Segretario generale della difesa.

## Storia
Nasce a Roma nel 1968, conseguendo la maturità classica, ed in seguito laureandosi con 110 e lode in giurisprudenza presso l'Università degli Studi di Roma "La Sapienza".
Presta servizio presso l'Università degli Studi di Napoli Federico II ed in seguito presso l'Università degli Studi di Roma "La Sapienza" in qualità di funzionario amministrativo, per poi prestare servizio presso l'ufficio legislativo del Ministero dell'ambiente e della sicurezza energetica dal marzo 1995 all'aprile 1996 e transitando nei ruoli amministrativi dello stesso nel 1997, conseguendo altresì l'abilitazione alla professione legale ed il titolo di avvocato.
A marzo 2001 vince il concorso da magistrato di Tribunale Amministrativo Regionale prestando servizio presso Bari e L'Aquila sino a maggio 2005, quando diviene consigliere giuridico dell'ufficio legislativo del Dipartimento per gli Affari Europei ove permane fino al maggio 2006, mentre da settembre 2006 a maggio 2007 è consigliere giuridico presso il dipartimento per il coordinamento amministrativo della Presidenza del Consiglio dei ministri.
Dal 2007 presta servizio presso il TAR di Roma fino a maggio 2008 quando diventa consigliere giuridico nella struttura tecnica di missione del Ministero delle infrastrutture e dei trasporti, mentre dal 2009 al 2013 è componente elettivo titolare del Consiglio di Presidenza della Giustizia Amministrativa. Da maggio 2013 a febbraio 2014 ricopre l'incarico di consigliere giuridico al Ministero delle infrastrutture e dei trasporti, facendo parte nel 2012 della commissione tecnico scientifica del Ministero dell'ambiente.
Nel 2013 viene nominato componente del Tribunale Nazionale d'Appello della Commissione Sportiva Automobilistica Italiana, giudice tributario presso la commissione tributaria di Latina nonché componente dell'ufficio del precontenzioso presso l'Autorità per la vigilanza sui contratti pubblici di lavori, servizi e forniture rimanendo in carica sino al 2014.
Nel 2015 diventa componente della commissione federale di garanzia della Federazione Italiana Hockey, mentre nel 2016 viene eletto presidente dell'Associazione Nazionale Magistrati Amministrativi.
Dal 30 ottobre 2020 al 30 marzo 2025 è segretario generale del Garante per la protezione dei dati personali, mentre il 13 marzo 2025 è stato nominato dal Consiglio dei ministri, su proposta del ministro della difesa Guido Crosetto, Segretario generale della difesa venendo ufficializzato il 31 marzo 2025 con Decreto del presidente della Repubblica ed insediandosi il 4 aprile 2024, diventando il primo civile a ricoprire tale incarico.